# Melanotaenia oktediensis
Melanotaenia oktediensis är en fiskart som beskrevs av Allen och Cross, 1980. Melanotaenia oktediensis ingår i släktet Melanotaenia och familjen Melanotaeniidae. IUCN kategoriserar arten globalt som sårbar. Inga underarter finns listade i Catalogue of Life.